# Aramis Ramírez
Aramis Ramírez Nin (Santo Domingo, 25 de junio de 1978) es un ex tercera base dominicano de béisbol profesional que jugó por 18 temporadas en las Grandes Ligas (MLB) para los Pittsburgh Pirates, Chicago Cubs y Milwaukee Brewers.
Ramírez Comenzó su carrera profesional con los Piratas de Pittsburgh en 1998, antes de ser canjeado a los Cachorros en 2003. El 12 de noviembre de 2006, Ramírez firmó un contrato por cinco años con los Cachorros. Ramírez declinó la opción para 2012.

## Carrera

### Primeros años con los Piratas
El 7 de noviembre de 1994, Ramírez firmó un contrato como amateur con los Piratas de Pittsburgh. El 26 de mayo de 1998, hizo su debut de Grandes Ligas con los Piratas, convirtiéndose en el jugador más joven en las Grandes Ligas en ese momento.
Ramírez tuvo problemas en sus primeras tres temporadas, compartiendo tiempo de juego entre los Piratas y el equipo de Triple-A, los Nashville Sounds. Jugando con los Piratas durante toda la temporada por primera vez en 2001, Ramírez bateó para .300 con 34 jonrones. En 2002, su promedio de bateo bajó a .234 con 18 jonrones.

### 2003: canjeado a los Cachorros
Ramírez fue canjeado a los Cachorros de Chicago con el jardinero Kenny Lofton el 23 de julio de 2003. Terminó la temporada 2003 con buena actuación, a pesar de que lideró las mayores con 33 errores en la tercera base. Tuvo el menor porcentaje de fildeo de todos los antesalistas de las mayores con .929. Los Cachorros llegaron a los playoffs y derrotaron a los Bravos de Atlanta antes de ser batidos por los eventuales campeones de la Serie Mundial, los Marlins de Florida en la Serie de Campeonato de la Liga Nacional 2003. Durante el Juego 4 de la Serie de Campeonato, Ramírez hizo historia con los Cachorros. En la primera entrada, Ramírez conectó el primer grand slam en los playoffs en la historia de los Cachorros contra el abridor de los Marlins Dontrelle Willis. Ramírez fue uno de los jugadores más productivos dentro de los Cachorros durante la Serie de Campeonato, bateando tres jonrones, siete carreras remolcadas, y bateando un triple en el Juego 1.

### Temporada 2004
El 16 de septiembre de 2004, Ramírez se convirtió en el jugador número 14 en la historia de las Grandes Ligas en tener dos juegos diferentes, con tres jonrones en una temporada. En la defensa, su range factor de 2.26 fue el más bajo entre todos los antesalistas de las mayores.

### Temporada 2005
En 2005 fue seleccionado para jugar en su primer Juego de Estrellas. Ramírez terminó la temporada en la lista de lesionados tras lastimarse su cuádriceps el 24 de agosto, terminó la temporada con 31 jonrones y 92 carreras impulsadas.

### Temporada 2006
En 2006, Ramírez bateó 38 jonrones mientras remolcaba 119 carreras. Conectó su hit número 1000 el 15 de julio contra los Mets de Nueva York. En la defensa, su range factor de 2.41 fue el más bajo entre los antesalistas de la MLB por tercer año consecutivo. Después de la temporada, fue catalogado como el potencialmente mejor agente libre en el mercado. Ramírez decidió quedarse con los Cachorros, acordando un contrato de 5 años y $73 millones el 12 de noviembre de 2006.

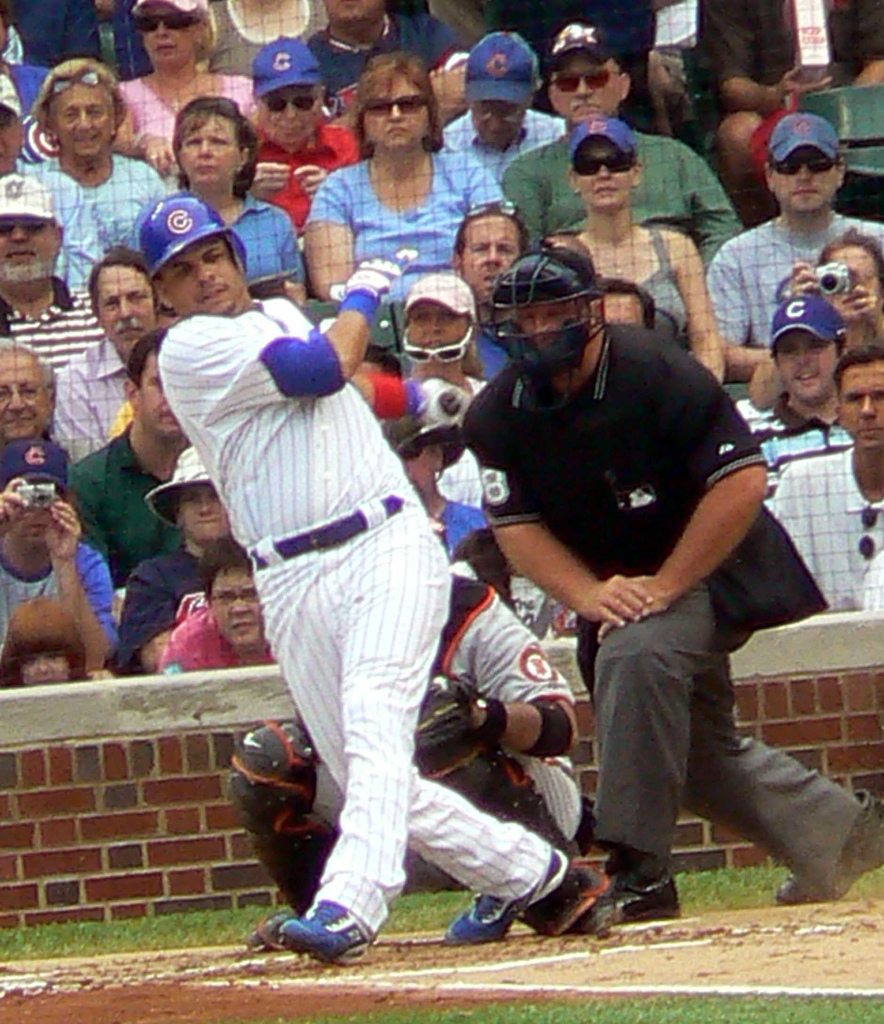
Ramírez haciendo swing en 2007.

### Temporada 2007
Ramírez bateó su jonrón 200 contra el lanzador Claudio Vargas el 23 de abril de 2007. El 29 de junio de 2007, Ramírez puso fin a un partido crucial contra los Cerveceros de Milwaukee con dos outs, bateó un jonrón de dos carreras en la parte baja de la novena para ganar por cinco carreras.
Los Cachorros ganaron la División Central de la Liga Nacional 2007, gracias en gran parte a Ramírez, cuyas 101 carreras impulsadas encabezó el equipo. Terminó en segundo lugar dentro de los Cachorros en jonrones (26) y promedio de bateo (.310). Ganaron el título después de batallar contra Milwaukee en el último mes de septiembre.
Ramírez dio pasos para mejorar su juego defensivo en 2007, bajó su total de errores y mejoró su factor de rango para el tercer año consecutivo.

### Temporada 2008
El 20 de junio, en la parte baja de la novena entrada, durante el primer juego del Crosstown Classic 2008 contra los Medias Blancas de Chicago, Ramírez conectó su segundo jonrón del día dándole la victoria a su equipo. Luego bateó cuadrangulares en cada uno de los dos próximos partidos de la serie.
El 7 de julio, Ramírez fue seleccionado para jugar en el Juego de Estrellas 2008 como suplente. Antes del partido 4 de la Serie Mundial del 2008, Ramírez fue galardonado con el Premio Hank Aaron como el jugador más destacado en la ofensiva de la Liga Nacional. Ramírez terminó la temporada con el factor de rango más bajo (2.16) de todos los antesalistas de las mayores.

### Temporada 2009
Ramírez tuvo un comienzo rápido en 2009, con cinco carreras remolcadas durante la serie de los Cachorros contra los Astros de Houston. Su primer jonrón en la apertura de la temporada contra Roy Oswalt fue el número 250 de su carrera.  El 18 de abril contra los Cardenales de San Luis, bateó un walk-off home run en la entrada 11.
El 8 de mayo, Ramírez se dislocó el hombro izquierdo mientras fildeaba una bola rodada en un juego contra los Cerveceros de Milwaukee.

### Temporada 2010
Ramírez comenzó la temporada con bastante lentitud, bateando .168 con cinco jonrones y 22 impulsadas en sus primeros 47 partidos antes de terminar en la lista de lesionados 15 días el 9 de junio con un pulgar lastimado. El infielder Chad Tracy fue llamado desde los Iowa Cubs para reemplazar a Ramírez.
Ramírez regresó a la alineación de los Cachorros a partir del 25 de junio contra los Medias Blancas, donde se fue en blanco en tres turnos al bate. Desde que salió de la lista de lesionados estuvo bateando .342 y en un período de nueve juegos entre el 5 y el 16 de julio Aramis tuvo una línea de: .459/.487/1.054/1.541 (AVG/OBP/SLG/OPS).

### Temporada 2011
Ramírez activó su contrato de 14 millones de dólares el 3 de noviembre de 2010 para quedarse con el equipo en la temporada 2011.
El 1 de julio de 2011, Ramírez bateó su jonrón 300 contra los Medias Blancas de Chicago sólo un día después de que Mark Teixeira bateara su jonrón número 300.
El 10 de julio de 2011, Aramis Ramírez fue seleccionado para reemplazar a Plácido Polanco en el Juego de Estrellas de 2011, pero Ramírez declinó la invitación.
El 30 de octubre de 2011, Ramírez declinó su parte de la opción de $16 millones de dólares en su contrato y en su lugar se convirtió en agente libre.
El 2 de noviembre de 2011, Ramírez fue galardonado con el premio Bate de Plata para mejor tercera base ofensivo de la Liga Nacional. En su novena temporada con los Cachorros, Ramírez bateó para .306 con 35 dobles, 26 jonrones y un récord de equipo de 93 remolcadas. También lideró el equipo en porcentaje de slugging y porcentaje de embasarse.
El 12 de diciembre de 2011, Ramírez fue firmado por los Cerveceros de Milwaukee con un acuerdo de tres años. Ken Rosenthal de FOXSports.com confirmó el acuerdo y dijo que se espera tenga un valor de $ 34-37 millones de dólares.